# 需求與供給

標準的供給和需求模型：正斜率的是供給曲線，代表生產者願意在某一價格水平下出售的物品數量；負斜率的是需求曲線，代表消費者願意在某一價格水準下購買的數量。透過模型的分析，可發現兩條曲線相交之處（均衡點）就是均衡價格和均衡產量。

需求（英語：demand）與供給（英語：supply）在經濟學模型中用以決定市場的均衡價格和均衡產量。這個曲線模型的因果關係為價格是因、數量是果。這個模型適用於競爭性市場，而不適用於市場存在獨占或者寡占的情況，需求或者供給價格分別跟消費者的需求量和生產者的供給量挂鈎，形成市場兩種力量決定價格和產量的均衡。模型的需求与供給都是经济学的基本概念：需求指消費大众因需要一件产品而产生的购买要求；而供給就指企業生產响应大众购买需求而提供的产品供给。供不應求(物以稀為貴)傾向價格上升，供過於求(降價促銷)傾向價格下跌。

## 需求
需求指的是人们有能力购买，并愿意购买某个具体財貨的欲望。显示的是其它因素不变的情况下（ceteris paribus），随着价格升降，某个体在每段时间内所愿意购买某財貨的数量。
在某一价格下，消费者愿意购买的某一货物总数量称为“需求量”(quantity demanded)。在不同价格下，需求量会不同。需求也就是说价格与需求量的关系。若以图像表示，便称为“需求曲线”。
財貨的價格如果越高，消费者愿意购买的货物数量就会越低。

### 需求与需要的关系
需求的前一个低层次是“欲望”。
欲望指的是人类与生俱来的、为了生存所必须的基本需要，例如衣、食、住、行的需要。
需要是产生需求的前提，也就是说，只有产生对某种財貨的需要，同时又有购买欲望和支付能力的情況下，才会产生需求。没有支付能力的需求，不具有经济意义，只能称为需要。有支付能力但无购买需要的，也无法最终达成交易，同样不具备经济意义。

### 需求法則
需求法則（The Law of Demand）指出：假設其他因素不變，當一件物品的相對價格下跌時，其需求量會上升，反之亦然。換言之，兩者成反向變動關係。
只有向右下傾斜的需求曲線才符合需求法則。而吉芬商品是處於需求法則以外的特例之一。

### 需求曲線
需求曲線是顯示在特定時間內，某物品的價格與需求量關係的曲線，反映了需求表兩個向量的線性關係。
需求曲線是需求表和需求函數的圖像化表達， 並且和供給表或供給函數交接組成均衡點，用以表示市場上生產者和需求者能夠構成交易的物品數量和價格。 需求曲線既可以以「曲線」出現，也可以使用「直線」方式出現。理論上，可以符合需求定理的需求曲線只可以是向右下傾斜的，所以韋伯倫商品和吉芬商品便是泛指那些需求曲線並非從左到右傾斜的物品。

### 影響財貨需求的因素
需求通常受以下九個因素影響 ：
- 可支配收入改變（收入效應）[8]

供給是藍線S，需求是紅線D，當需求由D_{1}變動為D_{2}時，成交的價格和數量也隨之變動。

- 個人喜好的改變 - 品味和喜好在短期内假設為固定。固定喜好的假設是一個令衆多個人需求曲線派生成市場需求曲線的必須條件。
- 借貸及其成本
- 替代品和互補品的價格轉變（替代效果）
- 人口數量和結構
- 對將來的預期
- 教育程度的改變
- 買家地理條件的改變
- 天氣或氣候的改變——例如：雨量增多導致雨傘需求上升。

## 供给
供给，指特定市场上在一定时期内，与每一销售价格相对应，生产者愿意且能供应的財貨数量。但供給並不完全代表生產，它屬於生產的一部分，但供給量並不即是生產者在計算一系列成本所願意生產的數量。生產量依據利潤最大化條件決定，它在短期往往是固定，但供給量則可以隨時變動。也就是说生产量是虚拟的、是人们算出来的，而供给量是现实的、真实发生的量。

### 供给法則
一般情况下，供给法則描述的是：假設其他因素不變，當一件財貨的相對價格上升時，其供給量會上升，反之亦然。換言之兩者成正向變動關係。

### 供給曲線
供給曲線是顯示在特定時間內，某物品的價格與供給量關係的曲線，反映了供給表兩個向量的線性關係。
供給曲線是供給表和供給函數的圖像化表達，並且和需求表或需求函數交接組成均衡點，用以表示市場上生產者和需求者能夠構成交易的物品數量和價格。 供給曲線既可以以「曲線」出現，也可以使用「直線」方式出現。理論上，可以符合供給定理的供給曲線只可以是向右上傾斜的。

### 影响財貨供给的因素

供給是藍線S，需求是紅線D，當供給由S_{1}變動為S_{2}時，成交的價格和數量也隨之變動。

供給通常受以下六個因素影響
：
- 生产財貨的代价
- 投入品價格的變化
- 技術的變化
- 自然環境的變化
- 獲得信貸難易程度的變化
- 預期的變化

### 複合供給
複合供給（Composite Supply）是替代原理的一種表達方式：根據替代原理，每種物品可能存在其替代品，彼此之間相互競爭於某些用途的需求，替代品供給的競爭就是複合供給。

### 競爭性供給
競爭性供給（Competitive Supply）是當不同財貨的供給涉及到了相同的生產因素，且該生產因素只可被選擇用於其中一項財貨的生產時，那麼不同的生產者便會在取得該生產因素上產生競爭關係。假設有一種葡萄既可製作上乘的葡萄酒又可製作高級的葡萄乾，那麼葡萄酒與葡萄乾的生產者便會為了這種葡萄而競價。如果葡萄酒的產量下降，也就是說對葡萄的需求下降，那麼葡萄乾的生產方就面臨更小的競爭，也就可以更低價買入葡萄。

### 連帶供給
連帶供給（Joint Supply）來自于連帶產品，連帶產品的意思就是這種產品不容易獨自生產，它和某些異質產品是同一來源的。例如：牛皮和牛肉的關係便是連帶產品。人們對牛皮的需求是不容易滿足的，因爲生產牛皮大多意味著宰割牛，牛隻被宰殺以獲得牛皮之後，牛肉就是一種連帶產品，它的供給就是連帶供給；反之人們為牛肉而宰殺牛隻時，牛皮的供給便變爲連帶供給。

## 複合需求
複合需求（Composite Demand）就是一種物品擁有不同的用途，這些來自不同市場用途而對物品產生的需求，即是複合需求，因爲不同的用途彼此競爭以求得到該物品。

### 連帶需求
連帶需求（Joint Demand）是對生產要素的需求。當生產一種物品的時候，必定是需要生產要素投入生產活動的。例如造酒者生產麥酒，他便需要蛇麻和麥芽的投入，但造酒者只擁有其中一種原料是不足夠的，他還需要另外一種配合生產。假如他擁有蛇麻，而沒有麥芽，它的生產目的便構成他對麥芽的需求，這種生產性的需求就是連帶需求。因爲原料之間是共同提供服務的，原料之間互相為輔助品，生產者需要集結數種生產要素才能開始生產。

### 引申需求
引申需求（Derived Demand）的意思可化簡為對一種物品需求的結果變相構成間接對其他物品的需求，“其他物品”往往是生產要素。例如我們購買一把短刀，我們對這把短刀的需求也引申出我們對刀身和刀柄的需求，對后兩者的需求就是引申需求。例如硬皮書與印刷用紙是引申需求的關係，但DVD播放機跟DVD碟片、羊毛與羊肉、電力與燈泡則不是引申需求。原因是引申需求要使用同一原材料。

### 内需
内需意为内部的需求，相对于外贸而言。
主要有消费需求和投资需求两部分。内需对于一个国家或区域的经济有着关键的重要性，若内需不足则会造成经济成长乏力、产品滞销，由此引起生产衰退、收入下降，而收入下降则进一步导致内需不足，形成恶性循环，因此许多国家的政府都把扩大内需作为经济工作的重点。

## 需求與供給之關係
供給和需求的關係可用圖表來解説。一般的供求分析僅有供給曲線和需求曲線各一條，經濟學家通常以兩者之一移動作分析，而不考慮兩者同時發生變動。
當供給維持現狀，即供給曲線不變：
- 需求增加則需求曲線右移，均衡量增加，均衡價格上升。
- 需求減少則需求曲線左移，均衡量減少，均衡價格下降。

兩者對均衡量和均衡價格的影響是同等的。19世紀末的英國經濟學家馬歇爾指出供給曲線代表的是企業總生產成本，需求曲線代表的是個人或者團體的邊際效用。他認爲市場上的供求情況一旦互相背離，市場就會出現一種力量把供求情況恢復均衡位置。
正如同一條綫所懸著的一塊石子如果離開它的均衡位置，地心引力將立即有使它恢復均衡位置的趨勢一樣。生産數量圍繞著它的均衡位置發生的種種動盪，也具有相同的性質。
馬歇爾亦説明供給和需求的力量對均衡點的短期作用，情況類似剪刀剪紙的現象，兩邊刀鋒一起移動切割才把紙張剪開，而市場價格的變化正是取決於供給和需求兩種力量的變化。但他相信長期主導價格變化的是財貨的生産成本，因爲他認爲生産成本引起的變化不會在短期内反映於均衡價格上。

## 以供需分析其他市場
供給和需求的模型通常應用於不同的市場上。
這個模型常應用於勞動市場決定工資水平。財貨市場中傳統的供需角色在勞動市場裏是顛倒了，勞動市場的供給者是衆多個體的勞動者，他們在盡可能高的價格下出售自己的勞動；需求者是企業，企業在盡可能低的價錢下購買勞務。勞動市場的均衡價格就是工資率。
一些經濟學家（例如 Pierangelo Garegnani、 Robert L. Vienneau、 Arrigo Opocher 和伊恩·斯蒂德曼（Ian Steedman））以彼羅·斯拉法的觀點為基礎，認爲勞動市場的模型在邏輯上是不連貫的，儘管模型的假設已經被考慮。Michael Anyadike-Danes和Wyne Godley根據模擬實驗的結果，他們認爲一小部分依據教科書模型所做的實驗是潛在僞造的測試，他們的實驗表明勞動市場模型在現實中是難以存在的。Graham White則認爲那些增加勞動市場彈性的政策（包括減小最低工資）和經濟理論是矛盾的。
這些批評是針對供給和需求模型的通用性，特別是它們被應用在生產要素市場的情況上。但是這個模型本身還隱含了一種貨幣的利息理論。
不論在古典學派還是凱恩斯的經濟學裏，貨幣市場是以供給和需求分析，當中的價格水平就是利率（Y軸）。如果中央銀行使用貨幣政策固定貨幣的供給量而不考慮當前的利率，貨幣供給綫通常是直立的，因此它是完全無彈性。另一方面，如果中央銀行希望固定利率而不是貨幣供給量，貨幣供給綫就變爲水平綫，此時貨幣供給綫為完全有彈性。貨幣的需求綫與供給綫交接因而決定利率水平。

### 宏觀經濟學的需求與供給
供給和需求可以延展至解釋市場經濟的宏觀經濟變量，包括總產出數量和一般價格水平。總需求和總供給模型可能是供給和需求在宏觀經濟學範疇最直接的應用，但是其他宏觀經濟學模型也是用供給和需求的方法。相比于微觀經濟學，宏觀經濟學使用供給和需求的分析方法在不同的理論上存在較大的爭議。如前所述，宏觀經濟學研究貨幣供需和利率、勞動市場和工資率等的關係正是應用了供需分析。

## 歷史
供給和需求這種經濟概念最早見於中世紀一些穆斯林經濟學家，例如伊本·泰彌亞（Ibn Taymiyyah）曾經指出：
如果對物品的欲望增加而這物品的可取用性減少，它的價格上升。另一方面，物品的可取用性增加而對它的欲望減少，價格下跌。
在歐洲的學術界，“供給和需求”這個名詞最初見於詹姆士·斯图亚特所著的《政治經濟學原理的研究》（Inquiry into the Principles of Political Economy），該書出版于1767年。亞當·斯密在1776年出版的著作《國富論》也使用這個名詞，李嘉圖在其1817年出版的《政治經濟學及賦稅原理》使用這個名詞作為其中一章〈論需求和供給對價格的影響〉（On the Influence of Demand and Supply on Price）的標題。亞當·斯密時常假設物品的供給價格保持固定，如果它的稀少性增加會導致它的價值減少，實際上這論述就是後世所說的需求定律。李嘉圖在《政治經濟學及賦稅原理》致力研究一些假設用於建立他對供給和需求的理論。法國數學家古諾首先發展一個數學化的供需模型，這個模型連帶相關圖表載于古諾1838年的著作《財富理論的數學原理的研究》（Researches into the Mathematical Principles of Wealth）。
19世紀晚期邊際效用學派興起，這個學派以英國經濟學家傑文斯、奧地利經濟學家門格爾和法國經濟學家瓦爾拉斯爲首。他們理論的共同點是價格是由生產決策的邊際價格決定。這是自從亞當·斯密關於如何決定供給價格的思想以來一個非常重要的改變。1870年的一篇論文《以圖形表示供給和需求》（On the Graphical Representation of Supply and Demand）裏，作者弗萊明·詹金（Fleeming Jenkin）在“引入圖表到英國經濟學文化”的過程中首先在論文裏繪出第一條供給曲線和需求曲線，包括使用比較靜態的辦法研究供給和需求在勞動市場的應用 。這個模型後來被馬歇爾在其1890年的教科書著作《經濟學原理》進一步發展及普及
。

## 批評
爲了顧及供需模型，最少兩個假設條件是必須建立的：第一，供給和需求各自獨立；第二，供給受固定的資源所限制。一旦這些條件不能滿足，這個由馬歇爾以生產成本和邊際效用為基礎所建立的模型就無法有效分析。彼羅·斯拉法的批評集中這種局部均衡分析的不一致和一個生產消費品的市場供給曲線呈現向右上傾斜的合理性。斯拉法提出的批評多年后被保羅·薩繆爾森所沿用，例如：
|  | 一個斯拉法批評（1926）的乾淨版本就是馬歇爾的局部均衡分析“箱子”是多麽的空洞！從維特根斯坦和斯拉法的純粹邏輯角度來説，馬歇爾認爲成本乃固定的局部均衡分析“箱子”相比認爲成本是增加的“箱子”更加言之無物。 |

超額需求的總和作爲價格的函數就是需求量和供給量兩者之差。標準的模型中存在向上傾斜的供給曲綫和向下傾斜的需求曲綫，總超額需求綫只能相交于軸綫的一點，換言之就是供給曲綫和需求曲綫相交的那一點（均衡點）。桑仁斯基-曼特爾-德布魯定理（Sonnenschein-Mantel-Debreu Theroem）證明標準的供需模型一般不能嚴謹地從一般均衡分析推導而出。
供給和需求決定價格意味著市場結構為完全競爭，然而：
|  | 經濟學家沒有足夠的模型解釋個人和企業怎樣在競爭性環境調節價格。如果所有市場參與者是定義上的受價者，於是誰負責調節價格移除超額需求便無法指定。 |

法蘭·艾克曼（Frank Ackerman）在他的文章中總結了這個問題：
|  | 如果我們錯誤地混淆了精確（precision）和精密（accurary），我們就會被誤導去思索一種解釋，這種解釋能夠精確地表明在數學形式或者圖表的辦法，它們不知何故可以嚴格地或者有用地解釋特定的歷史、制度或者商業策略，但這不會是事實。因此，非常重要的是不要投入過量的信心在供給和需求圖表的表面精確。供給和需求分析是一種能夠精確地制定概念性的工具，聰明人發明它去幫助我們從抽象層面理解一個複雜的世界。它不是，也不應該期望，帶給我們面對任何真實世界的特定市場時，賦以精密和完全的描述。 |

中国学者靳毅民认为在供应曲线存在严重缺陷：“这就是他们并没有考虑“商品代价”这个因素。我们前面已经探讨了在小財貨生产时期，商品代价就是財貨的劳动价值量，而在资本主义商品生产时期就是资本量”，如果市场价格低于商品代价，商品提供者会减小生产量，从而使价格上升，当市场价格等于商品代价时，随着財貨需求增加，会增加产量，但不会提高价格，供应曲线的中间一段是平行直线，这时財貨的价格等于商品代价，也就是劳动价值论的价值或生产价格。如果资源出现短缺或垄断时，这条平行直线没有机会出现时，供应曲线才表现为单纯上升的曲线。靳毅民的供应曲线是一个上升——平行——上升的曲线。